# Star Alliance

Logo

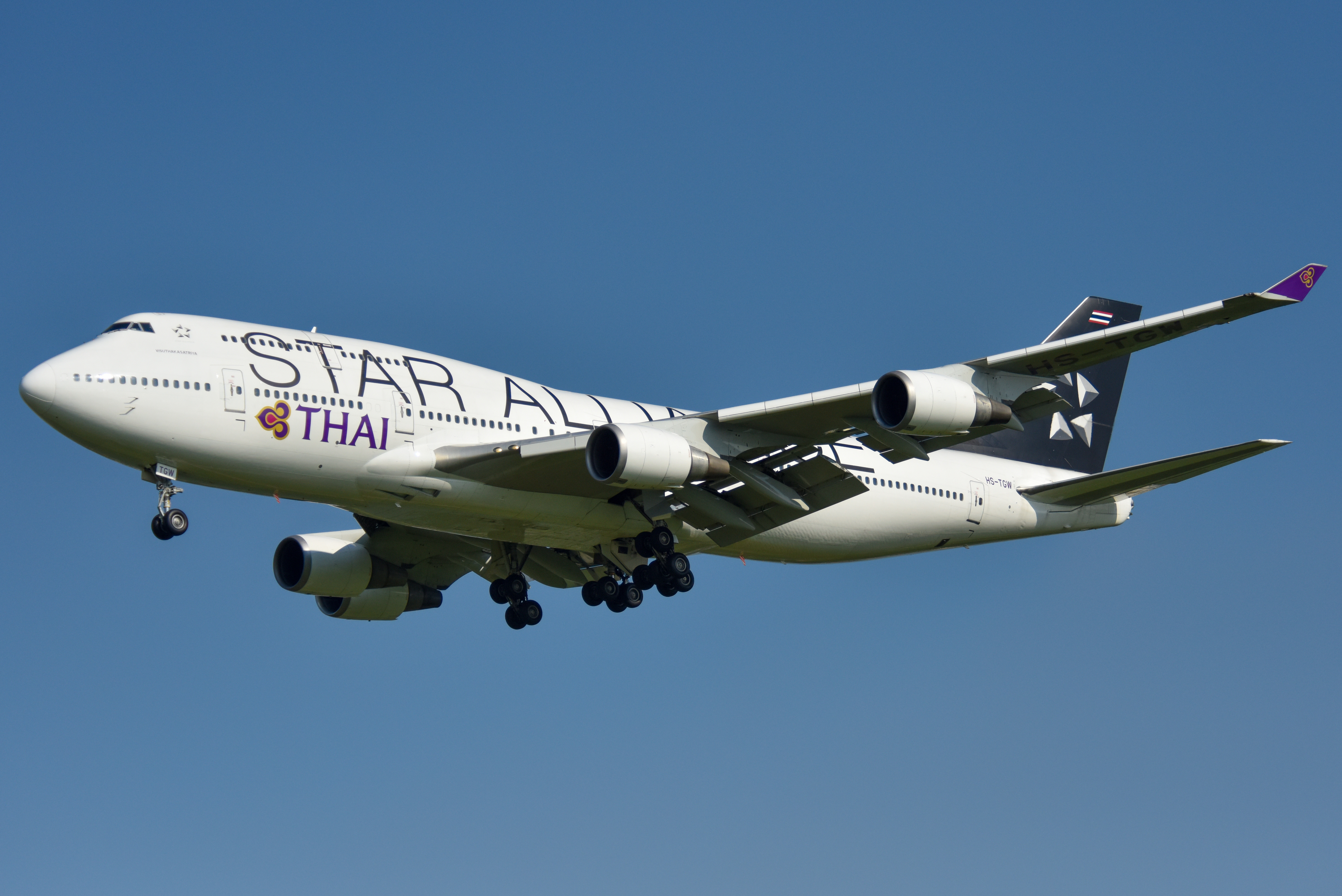
Un Boeing 747 della Thai Airways con livrea Star Alliance.

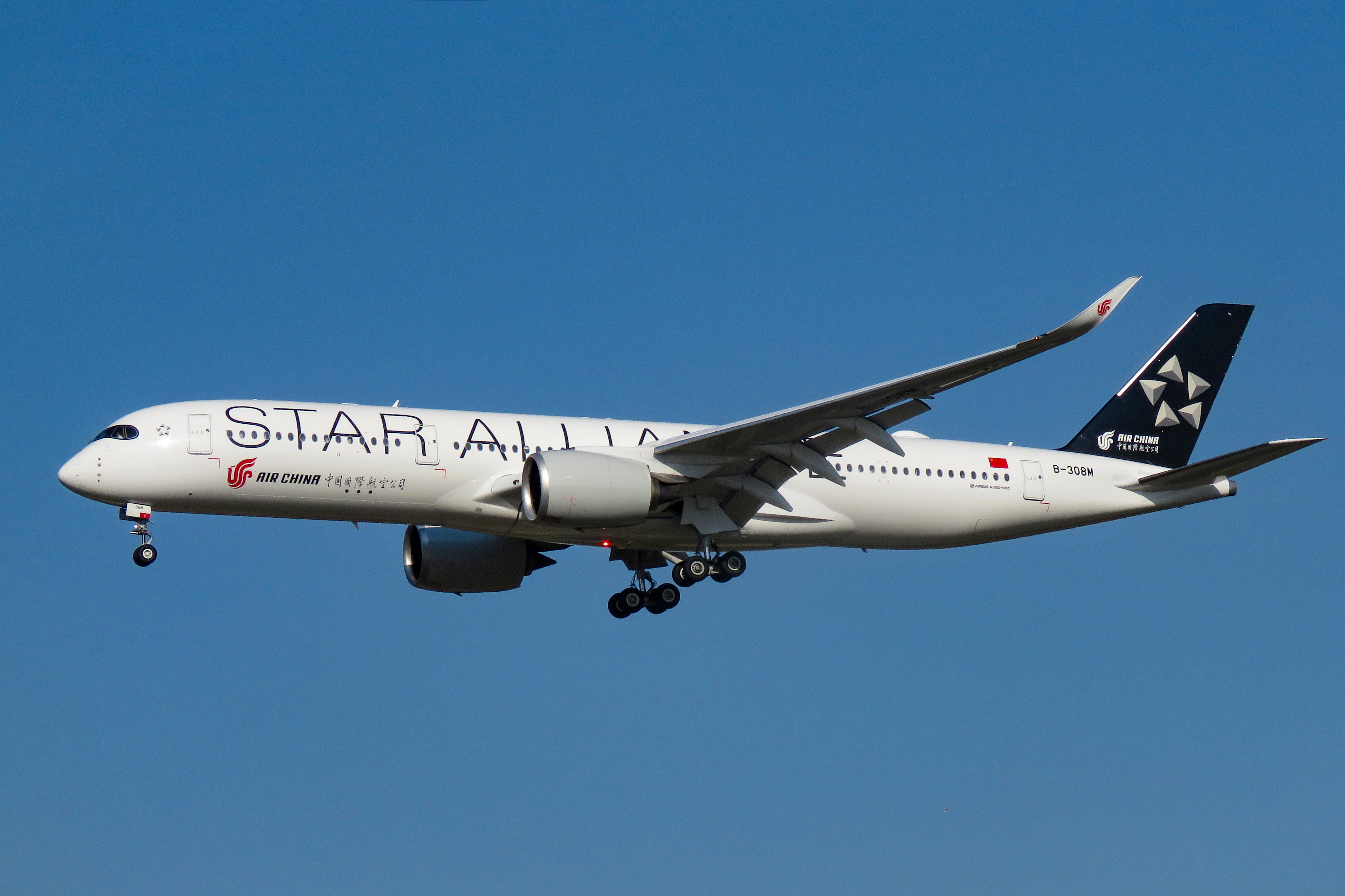
Un Airbus A350-900 della Air China in livrea Star Alliance.

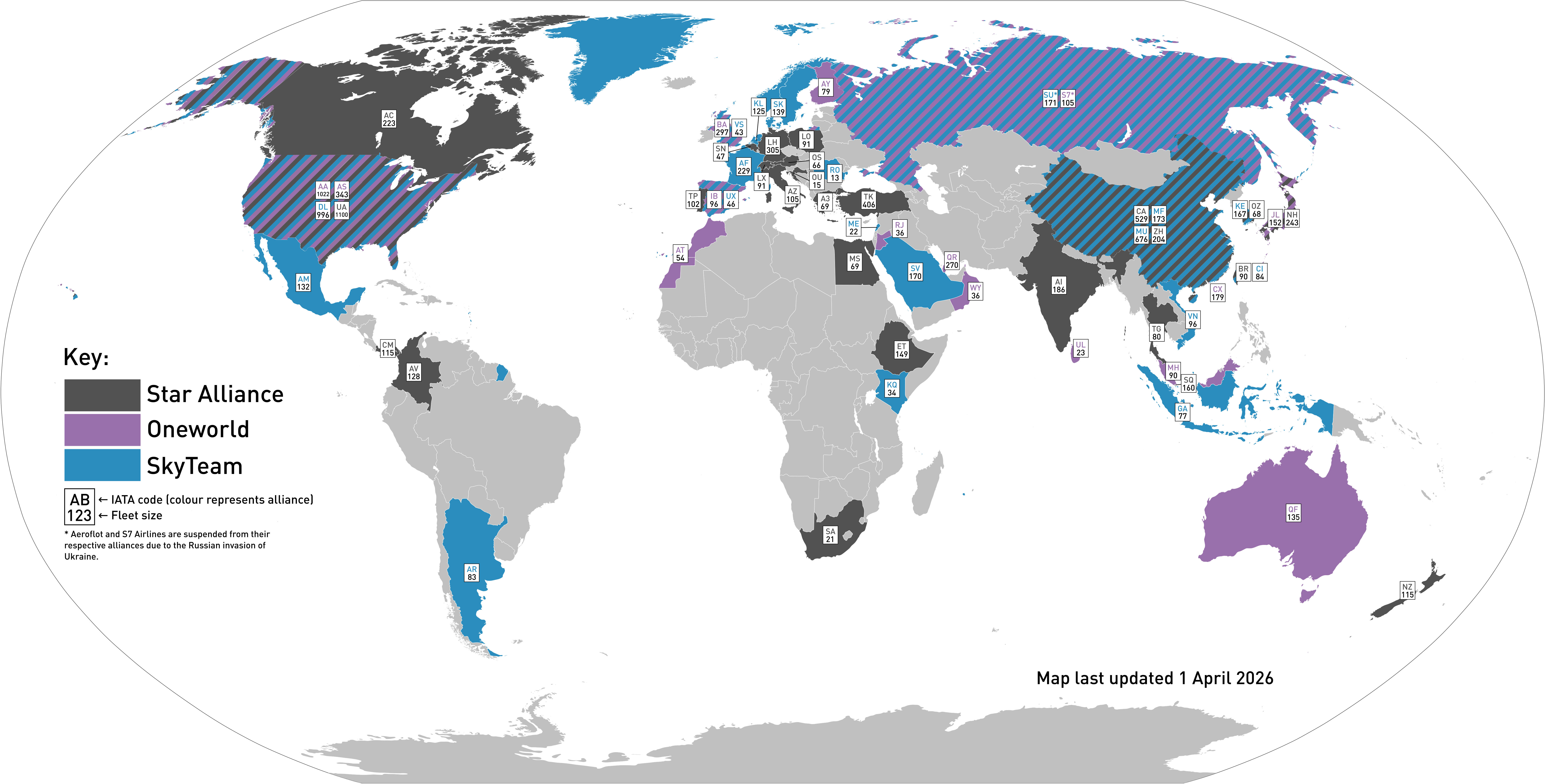
Mappa delle tre principali alleanze: Star Alliance, Oneworld e SkyTeam ad aprile 2025

Star Alliance è la più grande alleanza di compagnie aeree al mondo con sede a Francoforte, in Germania. Fondata il 14 maggio 1997 da cinque compagnie di tre continenti (Air Canada, Lufthansa, Scandinavian Airlines, Thai Airways e United Airlines), oggi conta circa 762,27 milioni di passeggeri, una flotta di più di 5.000 aeroplani, 1.290 aeroporti serviti in 195 nazioni e più di 19.000 partenze giornaliere.
Attualmente sono 25 i vettori aerei che hanno aderito, che includono oltre a quattro dei fondatori: Aegean Airlines, Air China, Air India, Air New Zealand, All Nippon Airways, Asiana Airlines, Austrian Airlines, Avianca, Brussels Airlines, Copa Airlines, Croatia Airlines, EgyptAir, Ethiopian Airlines, EVA Air, LOT Polish Airlines, Shenzhen Airlines, Singapore Airlines, South African Airways, Swiss International Air Lines, TAP Air Portugal e Turkish Airlines.
Scandinavian Airlines che era uno dei cinque membri fondatori ha lasciato l'alleanza nel 2024.

## Cronologia dei membri di Star Alliance
- 1997 - Fondata il 14 maggio da Air Canada, Lufthansa, Scandinavian Airlines, Thai Airways e United Airlines. Il 22 ottobre si unisce pure Varig.
- 1999 - Ansett Australia, All Nippon Airways e Air New Zealand nuovi membri.
- 2000 - Singapore Airlines, bmi (British Midland), Mexicana, e il gruppo Austrian Airlines, comprendente Austrian Airlines, Tyrolean Airways, e Lauda Air si uniscono.
- 2001 - Ansett Australia dichiara bancarotta.
- 2003 - Si uniscono Asiana Airlines, LOT Polish Airlines e Spanair.
- 2004 - US Airways si unisce mentre Mexicana si ritira. Adria Airways, Croatia Airlines, Blue1 inaugurano il network regionale dell'alleanza.
- 2005 - TAP Air Portugal si unisce. Acquistata dalla US Airways e fusa al suo interno, si unisce anche America West Airlines.
- 2006 - Swiss International Air Lines e South African Airways si uniscono. Shanghai Airlines e Air China vengono invitate a far parte dell'alleanza, Varig dichiara bancarotta.
- 2007 - Si uniscono Air China e Shanghai Airlines, e viene annunciato il futuro ingresso di Air India.
- 2008 - Si uniscono Egypt Air e Turkish Airlines e viene annunciato il futuro ingresso di Continental e di TAM.
- 2009 - Il 27 ottobre si unisce Continental Airlines, uscita il 24 ottobre da SkyTeam.
- 2009 - Il 9 dicembre si unisce Brussels Airlines.
- 2010 - Si uniscono: TAM Linhas Aéreas (13 maggio), Aegean Airlines (30 giugno). Lascia Shanghai Airlines (31 ottobre).
- 2011 - Il 13 dicembre si unisce Ethiopian Airlines.
- 2012 - Esce dall'alleanza Spanair a causa del suo fallimento, British Midland International a causa dell'acquisto di International Airlines Group di Oneworld e Continental Airlines a causa della chiusura delle operazioni di volo e la fusione con United Airlines
- 2012 - Si uniscono Avianca, Copa Airlines, TACA Airlines e Shenzhen Airlines
- 2013 - Si unisce EVA Air (18 giugno).
- 2014 - Escono TAM Airlines e US Airways (31 marzo), entrambe per entrare in Oneworld a causa delle rispettive acquisizioni da parte di LAN Airlines e American Airlines.
- 2014 - Si unisce Air India.
- 2015 - Si unisce Avianca Brasil come membro affiliato di Avianca.
- 2019 - Escono dall'alleanza Adria Airways e Avianca Brasil per fallimento.
- 2024 - Il 31 agosto Scandinavian Airlines lascia l'alleanza e si unisce a SkyTeam il 1° settembre.
- 2025 -  ITA Airways (da poco in Lufthansa Group) annuncia l'intenzione di entrare nell'alleanza agli inizi del 2026.[2][3][4]

## Membri

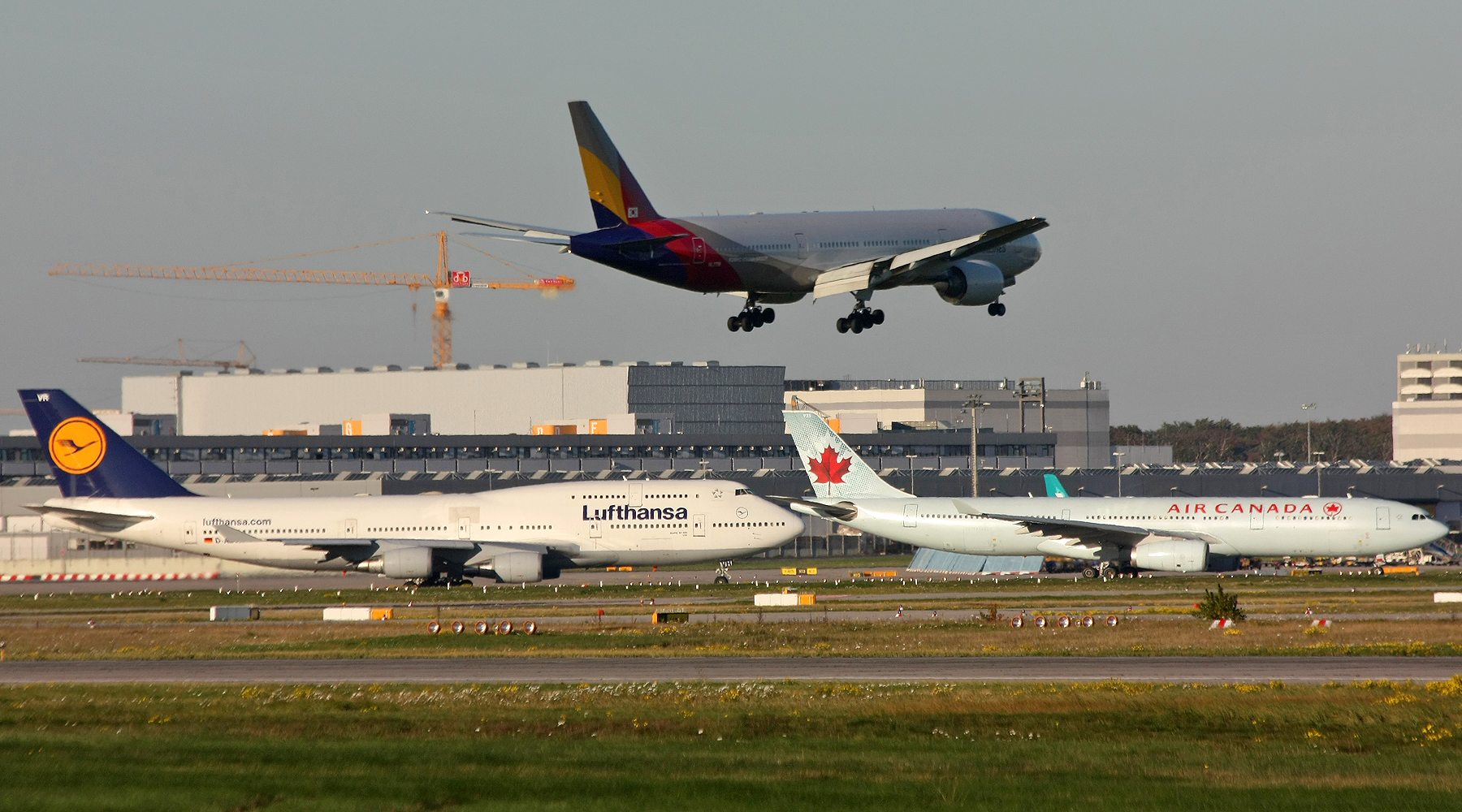
Boeing 747 Lufthansa, Airbus A330 Air Canada e Boeing 777 Asiana Airlines, tutte e tre in Star Alliance.

### Membri effettivi e loro affiliati
Le compagnie aeree che operano sotto il marchio Air Canada Express, Air New Zealand Link e United Express non sono di per sé membri Star Alliance, quando operano con il proprio o con altri marchi.

### Membri futuri
| Compagnia aerea | Ingresso previsto |
| --------------- | ----------------- |
| ITA Airways     | Inizio 2026       |

## Programmi frequent flyer
La tabella seguente indica gli status dei programmi frequent flyer di ogni compagnia e quelli corrispondenti in Star Alliance (aggiornato a gennaio 2025).